# Cyanopica
Cyanopica Bonaparte, 1850 è un genere di uccelli passeriformi della famiglia Corvidae.

## Etimologia
Il nome scientifico del genere, Cyanopica, deriva dall'unione della parola greca κυανος (kyanos/kuanos, "blu ciano") con la parola latina Pica ("gazza"), con il significato di "gazza blu", in riferimento alla livrea delle specie ascritte.

## Descrizione

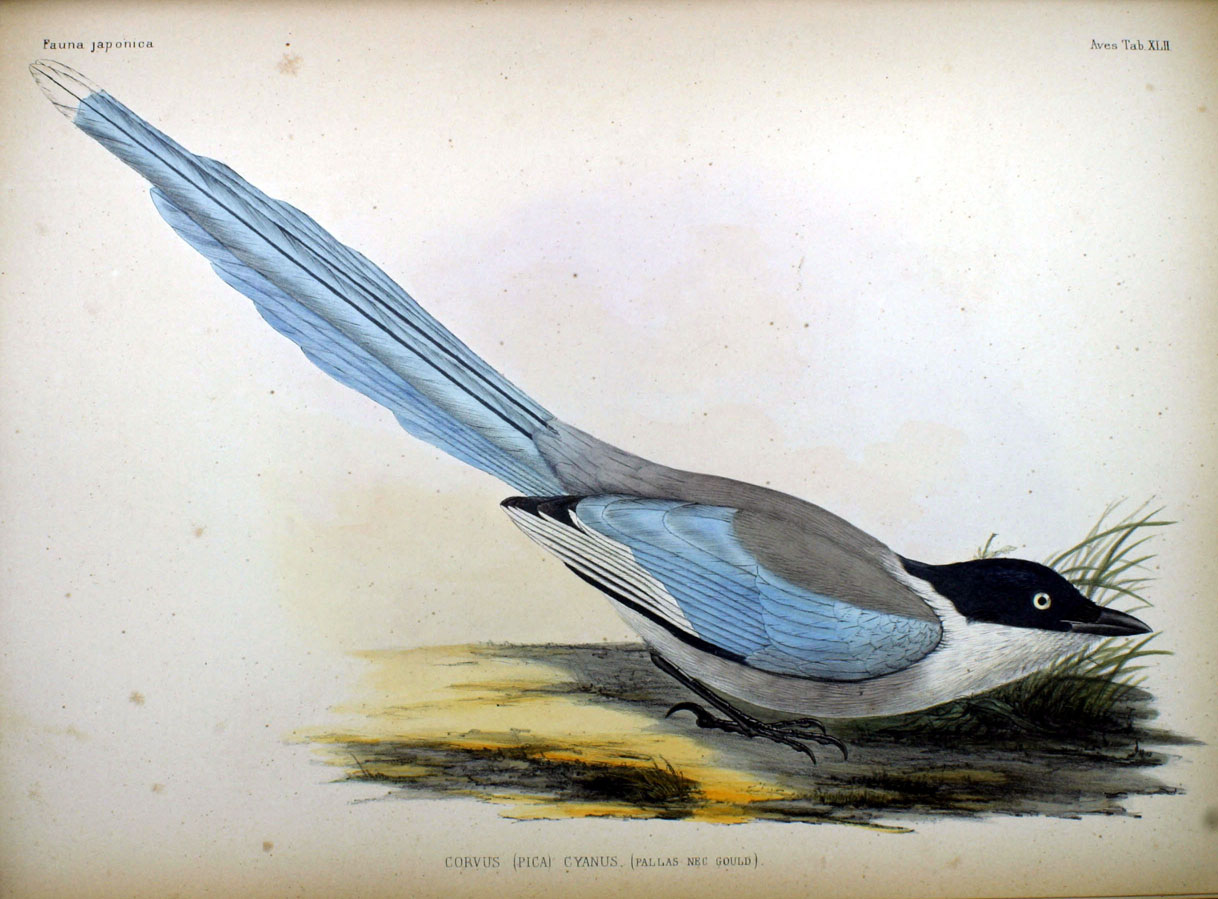
C. cyanus.

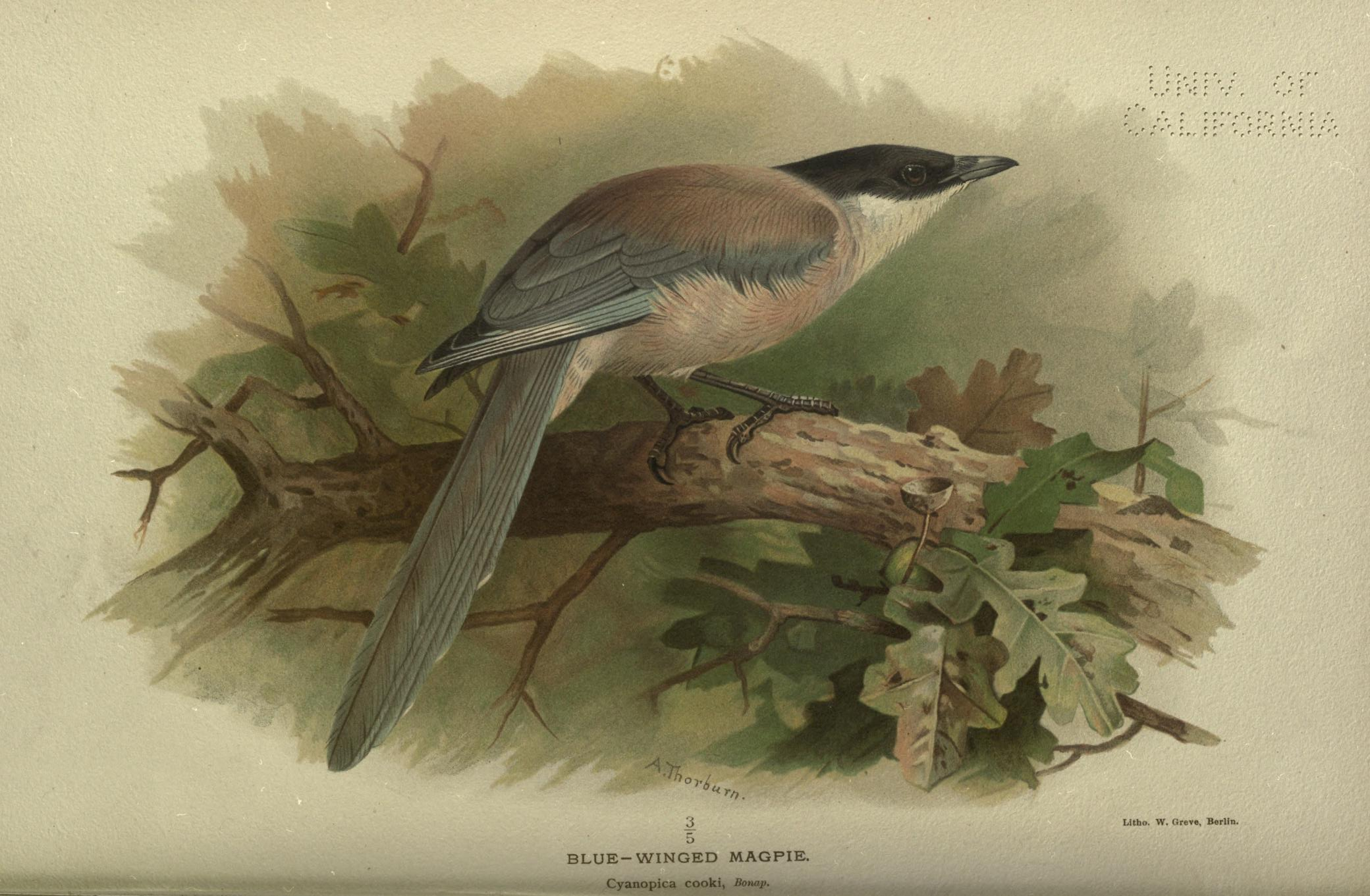
C. cooki.

Si tratta di uccelli di medie dimensioni (33-38 cm), dall'aspetto robusto e slanciato, con lunga coda (che misura all'incirca quanto il corpo), simile a quello delle gazze. Presentano testa squadrata e allungata, becco conico, forte e appuntito, zampe robuste e ali digitate. Il piumaggio è sobrio: grigio sul dorso, biancastro su gola e ventre, con un cappuccio nero sulla testa e ali e coda di colore azzurro. Non è presente dimorfismo sessuale.

## Biologia
Si tratta di uccelli diurni. Al di fuori della stagione degli amori – durante la quale le coppie (monogame e durature) si isolano per nidificare – possono essere osservati in stormi anche di settanta individui. Trascorrono la maggior parte della giornata alla ricerca di cibo, al suolo o tra i rami di alberi e cespugli. La dieta è onnivora, basata principalmente su ghiande, pinoli e insetti, ma comprende virtualmente qualsiasi alimento di origine animale o vegetale che gli individui siano in grado di reperire e gestire.
Nidificano tra gli alberi. Il nido è a forma di coppa e viene costruito da entrambi i sessi, che collaborano anche nell'allevamento della prole. L'incubazione è affidata alla sola femmina, che viene nutrita e protetta dal maschio durante questo periodo.

## Distribuzione e habitat
Le due specie occupano areali distinti: la gazza iberica popola la macchia mediterranea della penisola iberica; la gazza azzurra vive nei boschi secondari dell'Asia orientale.

## Tassonomia
Al genere Cyanopica vengono attualmente ascritte due specie:
Genere Cyanopica
- Cyanopica cyanus (Pallas, 1776) - gazza azzurra
- Cyanopica cooki Bonaparte, 1850 - gazza iberica

In passato, le due specie venivano considerate sottospecie di C. cyanus. Tuttavia, diversi fattori – tra cui l'areale disgiunto di quasi 10.000 km, lievi differenze morfologiche ed ecologiche, distinte vocalizzazioni e, soprattutto, differenze a livello molecolare – hanno portato la comunità scientifica a elevare la gazza iberica al rango di specie autonoma.
Il genere Cyanopica mostra affinità con il genere Perisoreus, col quale forma un clade ben distinto all'interno dei Corvidi.